# Missões diplomáticas de El Salvador

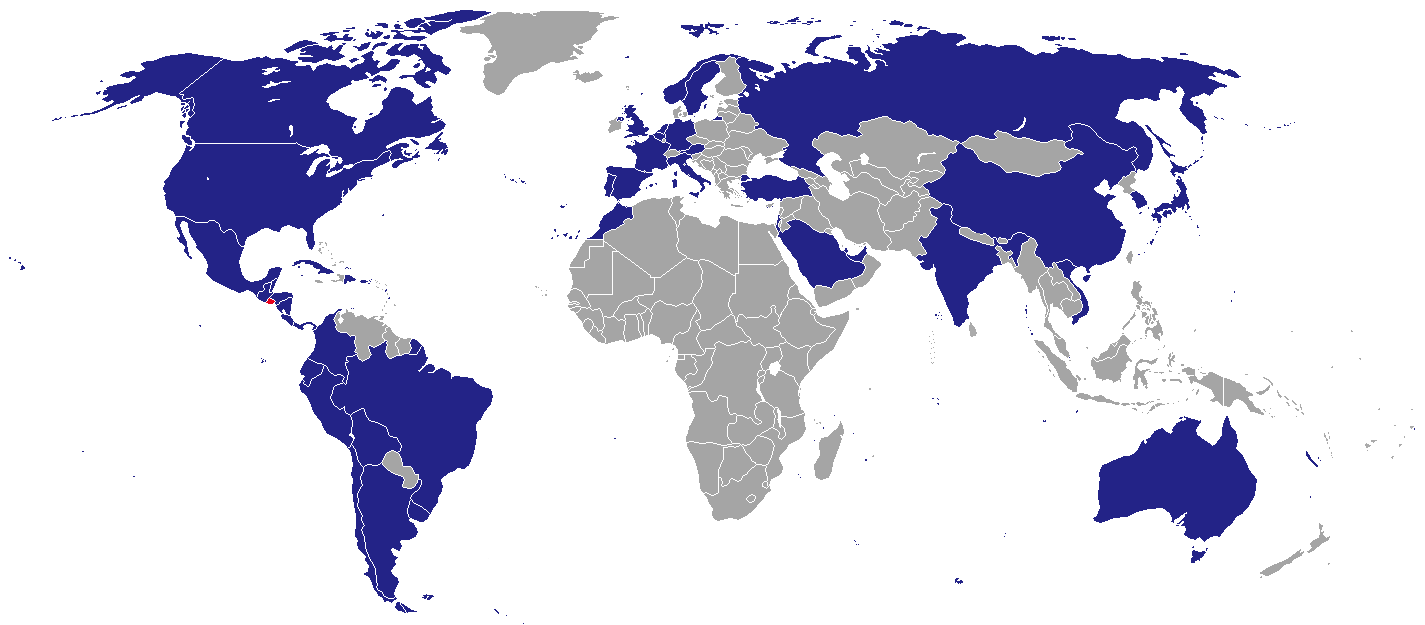
Missões diplomáticas de El Salvador

Abaixo estão listadas as embaixadas e consulados de El Salvador:

## Africa

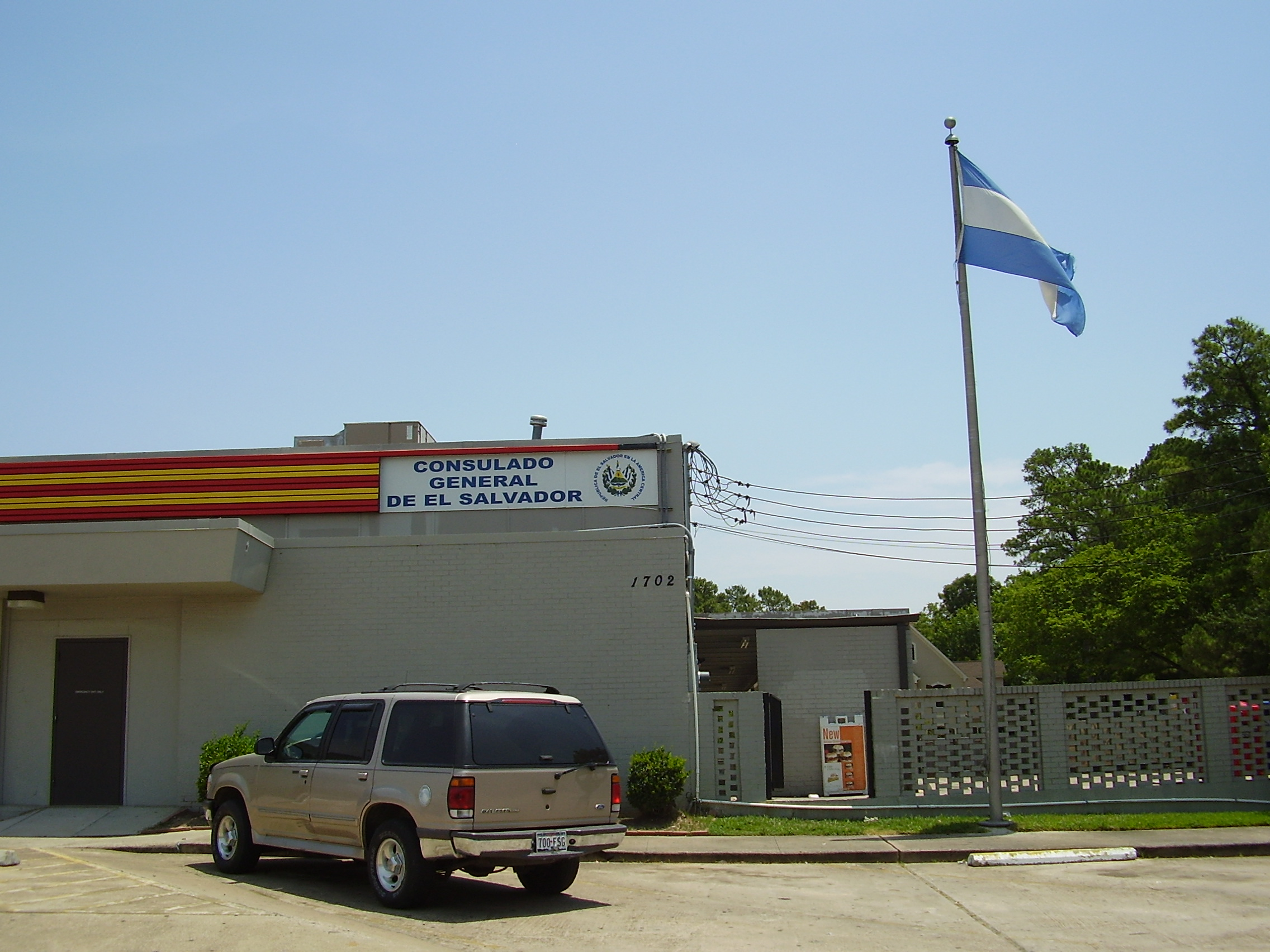
Consulado-Geral de El Salvador em Houston

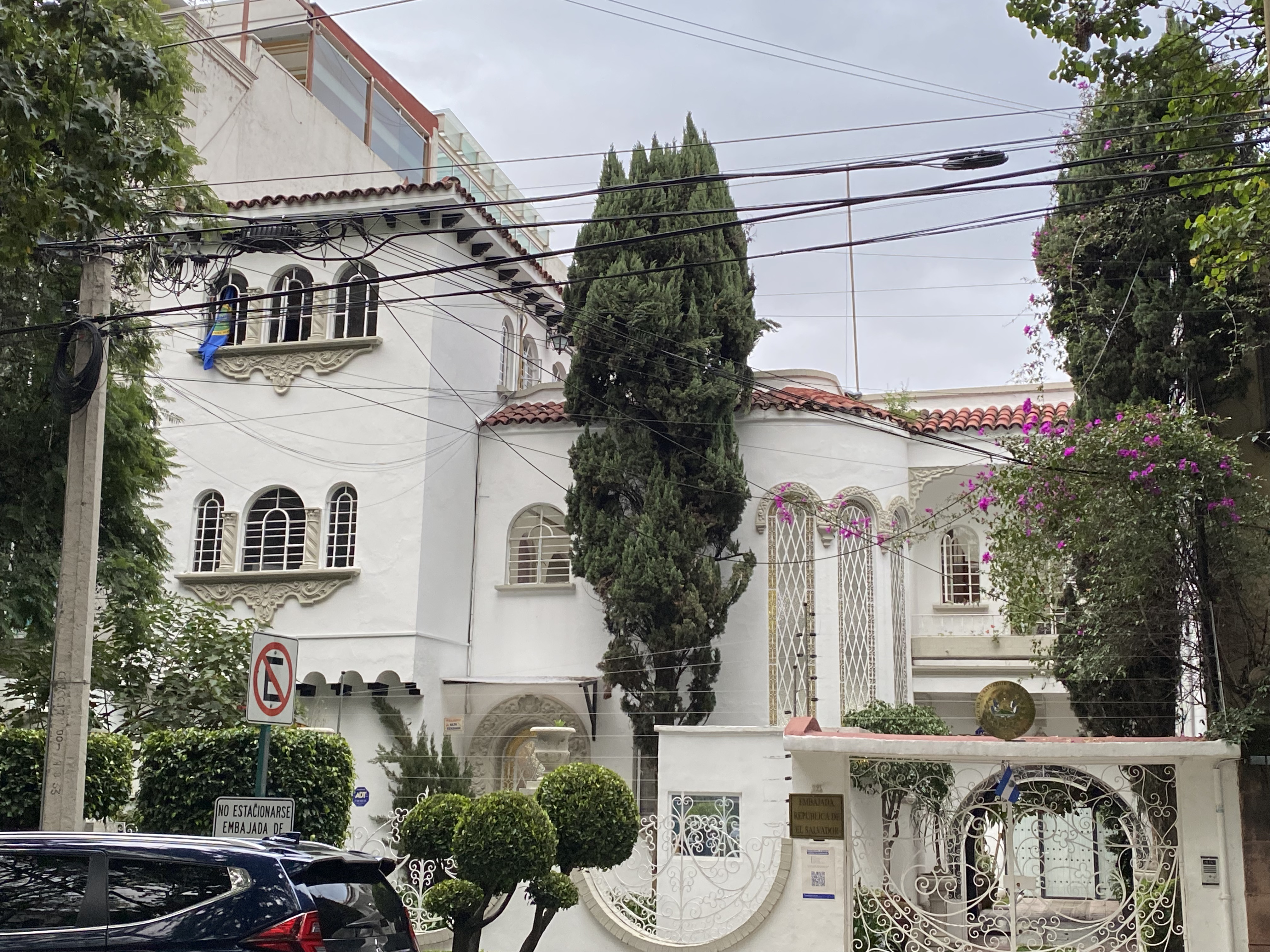
Embaixada de El Salvador na Cidade do México

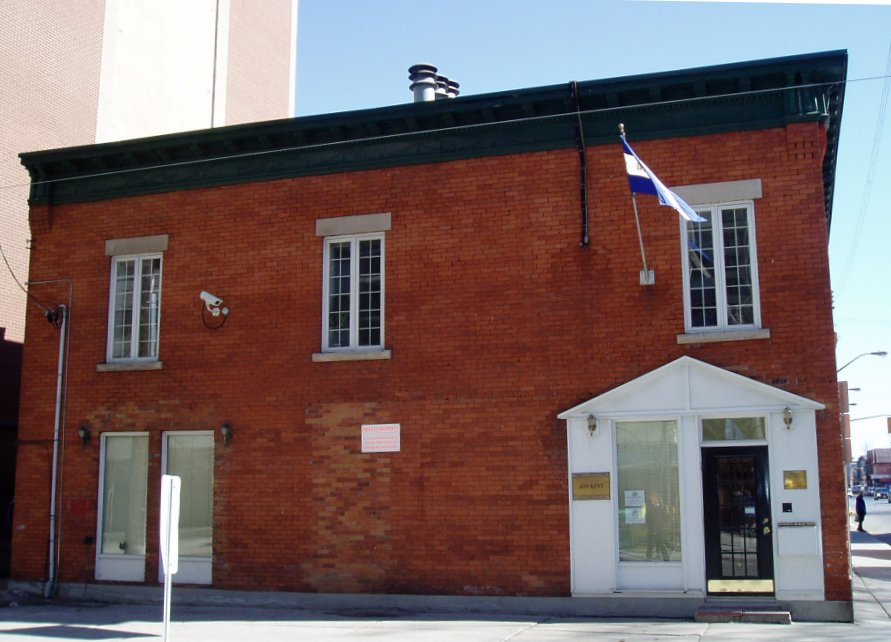
Embaixada de El Salvador em Ottawa

- Marrocos
  - Rabat (Embaixada)

## América
- Argentina
  - Buenos Aires (Embaixada)
- Belize
  - Belmopan (Embaixada)
- Brasil
  - Brasília (Embaixada)
- Canadá
  - Ottawa (Embaixada)
  - Montreal (Consulado-Geral)
  - Toronto (Consulado-Geral)
  - Vancouver (Consulado-Geral)
- Chile
  - Santiago (Embaixada)
- Colômbia
  - Bogotá (Embaixada)
- Costa Rica
  - San José (Embaixada)
- Cuba
  - Havana (Embaixada)
- Equador
  - Quito (Embaixada)
- Estados Unidos
  - Washington, D.C. (Embaixada)
  - Aurora (Consulado-Geral)
  - Boston (Consulado-Geral)
  - Brentwood (Consulado-Geral)
  - Chicago (Consulado-Geral)
  - Dallas (Consulado-Geral)
  - Doral (Consulado-Geral)
  - Elizabeth (Consulado-Geral)
  - Houston (Consulado-Geral)
  - Las Vegas (Consulado-Geral)
  - Los Angeles (Consulado-Geral)
  - McAllen (Consulado-Geral)
  - Nashville (Consulado-Geral)
  - Nova Iorque (Consulado-Geral)
  - São Francisco (Consulado-Geral)
  - Seattle (Consulado-Geral)
  - Tucson (Consulado-Geral)
  - Woodbridge (Consulado-Geral)
  - Woodstock (Consulado-Geral)
- Guatemala
  - Cidade da Guatemala (Embaixada)
- Honduras
  - Tegucigalpa (Embaixada)
  - Choluteca (Consulado-Geral)
  - San Pedro Sula (Consulado-Geral)
- México
  - Cidade do México (Embaixada)
  - Monterrey (Consulado-Geral)
  - Tapachula (Consulado-Geral)
  - Cidade do Veracruz (Consulado-Geral)
  - Acayucan (Agência Consular)
  - Arriaga (Agência Consular)
  - Comitán (Agência Consular)
  - Tenosique (Agência Consular)
- Nicarágua
  - Manágua (Embaixada)
- Panamá
  - Cidade do Panamá (Embaixada)
- Peru
  - Lima (Embaixada)
- República Dominicana
  - São Domingos (Embaixada)
- Trinidad e Tobago
  - Port of Spain (Embaixada)
- Uruguai
  - Montevidéu (Embaixada)
- Venezuela
  - Caracas (Embaixada)

## Ásia
- Catar
  - Doha (Embaixada)
- China
  - Pequim (Embaixada)
- Coreia do Sul
  - Seul (Embaixada)
- Índia
  - Nova Délhi (Embaixada)
- Israel
  - Tel Aviv (Embaixada)
- Japão
  - Tóquio (Embaixada)
- Vietname
  - Hanói (Embaixada)

## Europa
- Alemanha
  - Berlim (Embaixada)
- Áustria
  - Viena (Embaixada)
- Bélgica
  - Bruxelas (Embaixada)
- Espanha
  - Madrid (Embaixada)
  - Barcelona (Consulado-Geral)
- França
  - Paris (Embaixada)
- Itália
  - Rome (Embaixada)
  - Milão (Consulado-Geral)
- Países Baixos
  - Haia (Embaixada)
- Portugal
  - Lisboa (Embaixada)
- Reino Unido
  - Londres (Embaixada)
- Rússia
  - Moscou (Embaixada)
- Santa Sé

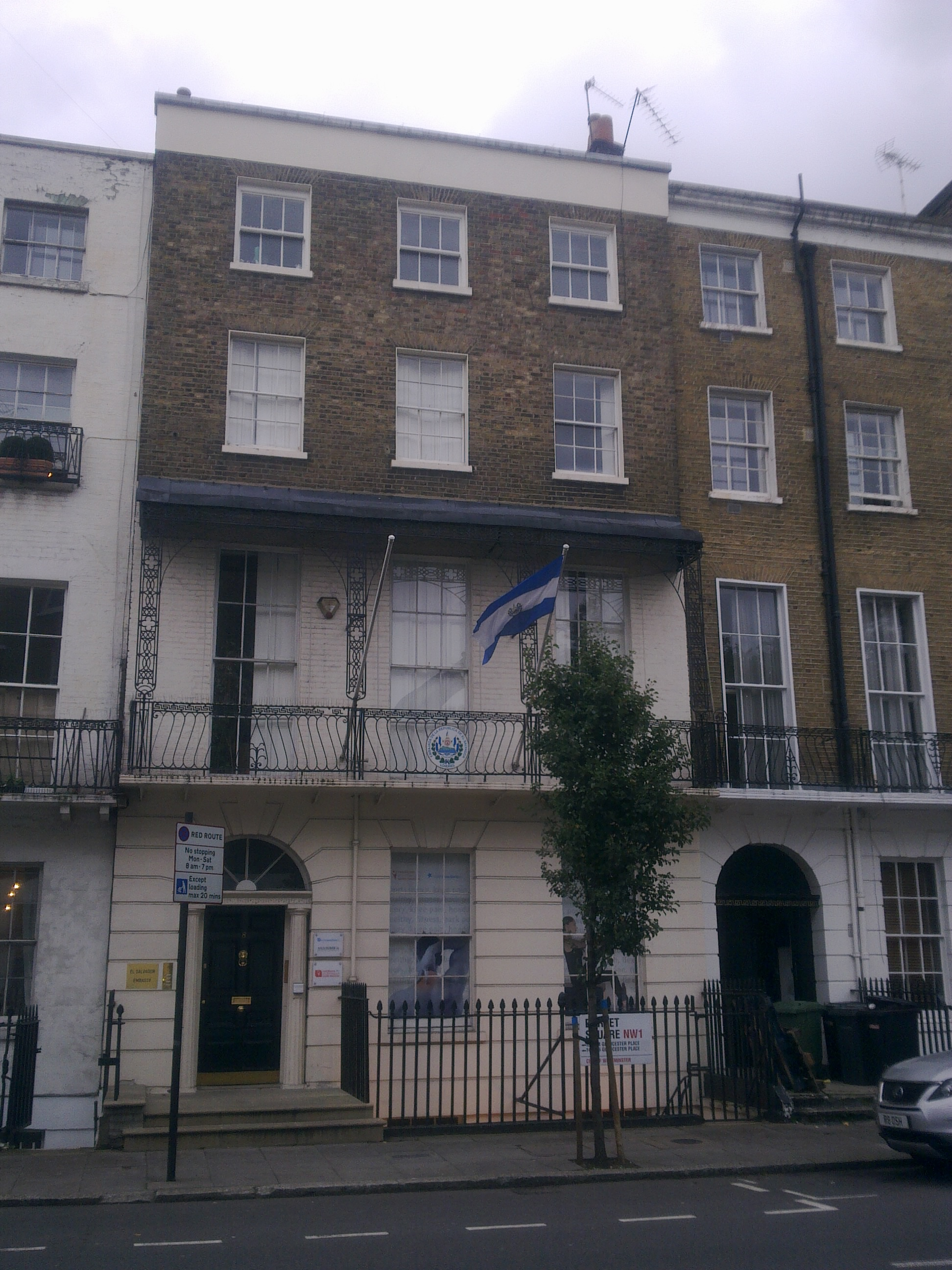
Embaixada de El Salvador em Londres

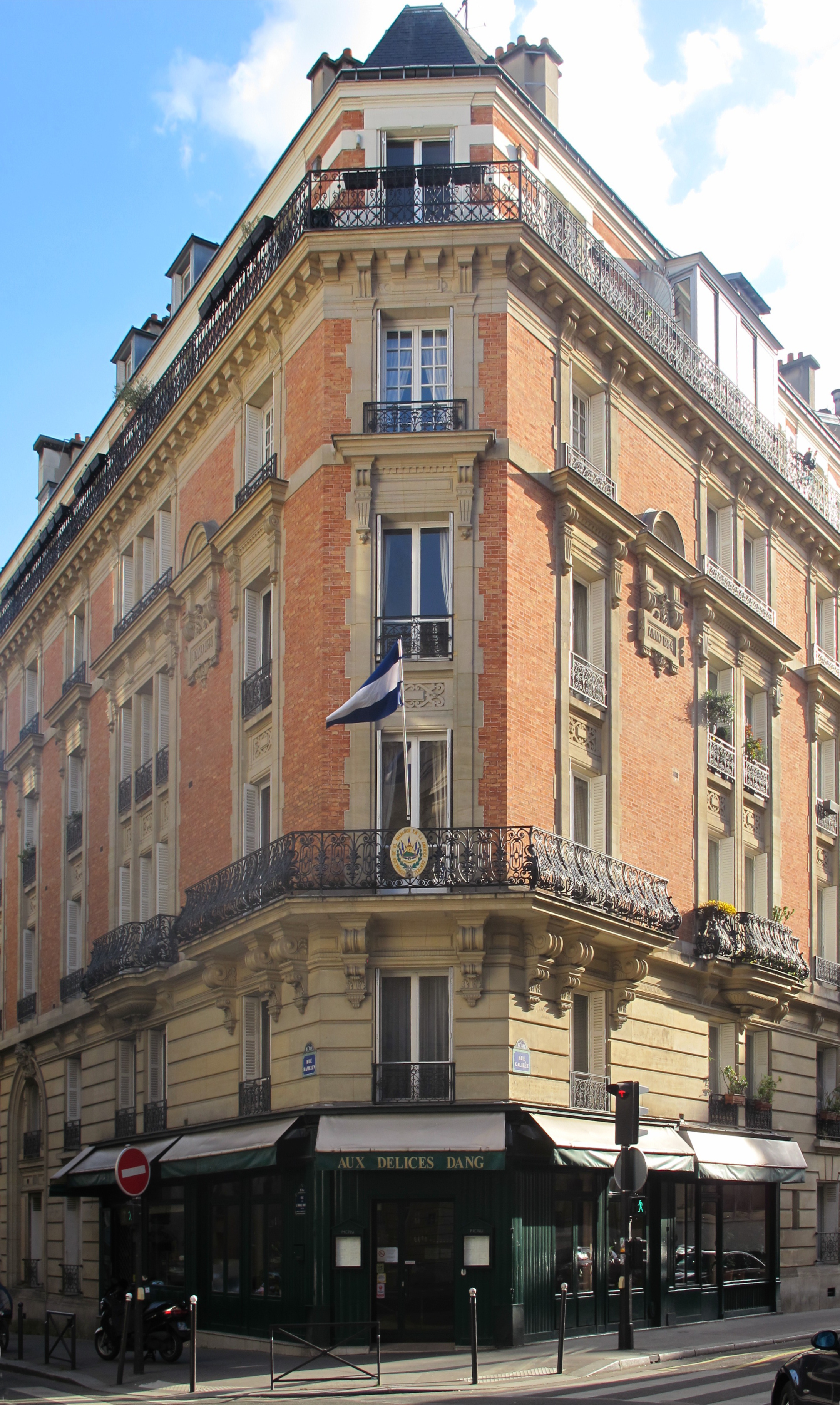
Embaixada de El Salvador em Paris

  - Cidade do Vaticano (situada em Roma) (Embaixada)
- Suécia
  - Estocolmo (Embaixada)
- Suíça 
  - Genebra (Embaixada)

## Oceania
- Austrália
  - Camberra (Embaixada)
  - Melbourne (Consulado-Geral)

## Organizações multilaterais
- Bruxelas (Missão permanente de El Salvador ante a União Europeia)
- Genebra (Missão permanente de El Salvador ante as Nações Unidas e organizações internacionais)
- Nova Iorque (Missão permanente de El Salvador ante as Nações Unidas)
- UNESCO – Paris (Missão permanente de El Salvador ante a UNESCO)
- Roma (Missão permanente de El Salvador ante a FAO)
- Washington, D.C. (Missão permanente de El Salvador ante a Organização dos Estados Americanos)